# Foundational Model of Anatomy
Foundational Model of Anatomy Ontology (FMA) (în română: Model fundamental de anatomie) este o referință ontologie pentru domeniul  Anatomia umană. Este o reprezentare simbolică a structurii canonice, fenotipice a unui organism; o ontologie spațialo-structurală a entităților anatomice și a relațiilor care formează organizarea fizică a unui organism la toate nivelurile importante de granularitate.
FMA este dezvoltată și întreținută de Grupul de Informatică Structurală de la Universitatea din Washington.

## Descriere
Ontologia FMA conține aproximativ 75.000 de clase și peste 120.000 de termeni, peste 2,1 milioane de instanțe de relație din peste 168 de tipuri de relații.